# الميدالية الفضية (جمعية علم الحيوان بلندن)
الميدالية الفضية لجمعية علم الحيوان بلندن «تُمنح لأي زميل للجمعية أو أي شخص آخر يساهم في فهم وتقدير علم الحيوان، بما في ذلك أنشطة مثل التعليم العام في مجال التاريخ الطبيعي والحفاظ على الحياة البرية.»
وقد تم منحها لأول مرة في عام 1847.

## الفائزون
- 1857 جيرالد تشيتواند تالبوت [4]
- 1858 جورج غراي؛ ويليام دوغل كريستي [5]
- 1859 تشارلز كانينج، إيرل كانينج الأول؛ ويليام هاي؛ هنري رامزي؛
- 1862 جورج بينيت
- 1869 راذرفورد ألكوك
- 1882 جون دين كاتون[6]
- 1891 السيدة إيدمونستون؛ آر تي سي سكوت][7][8]
- 1964 جورج بي ستراتون
- 1966 ديفيد أتينبورو [9]
- 1989 ريتشارد داوكينز[10]
- 1991 جين جودال
- 1993 جوناثان كينجدون
- 1997 جورج بي راب
- 1999 مايكل برامبل
- 2003 بيتر أولني؛ أوبري مانينج
- 2004 جون تشابل
- 2005 ألاستيير فوذرغل
- 2007 النادي الإسكتلندي لعلماء الطيور
- 2008 روزي تريفيليان
- 2009 دايفيد ماكدونالد[11]
- 2010 مايكل مكارثي